# Klinskij rajon
Il Klinskij rajon (in russo Клинский район?) era un rajon dell'Oblast' di Mosca, nella Russia europea; il capoluogo era Klin. Istituito nel 1929, ricopriva una superficie di 2.001 chilometri quadrati e nel 2010 ospitava una popolazione di circa 125.000 abitanti.